# Nykyrka socken, Södermanland
Nykyrka socken i Södermanland ingick i Jönåkers härad och är sedan 1971 en del av Nyköpings kommun, från 2016 inom Stigtomta distrikt.
Socknens areal är 28,72 kvadratkilometer, varav 19,48 land. År 1951 fanns här 303 invånare. Sockenkyrkan Nykyrka kyrka ligger i socknen. 

## Administrativ historik
Nykyrka socken har medeltida ursprung. 
Vid kommunreformen 1862 övergick socknens ansvar för de kyrkliga frågorna till Nykyrka församling och för de borgerliga frågorna till Nykyrka landskommun. Landskommunen inkorporerades 1952 i Stigtomta landskommun som 1971 uppgick i Nyköpings kommun. Församlingen uppgick 1995 i Stigtomta församling som 2002 uppgick i Stigtomta-Vrena församling.
1 januari 2016 inrättades distriktet Stigtomta, med samma omfattning som Stigtomta församling hade 1999/2000 och fick 1995, och vari detta sockenområde ingår.
Socknen har tillhört län, fögderier, tingslag och domsagor enligt vad som beskrivs i artikeln Jönåkers härad.  De indelta soldaterna tillhörde Södermanlands regemente, Livkompaniet och Livregementets grenadjärkår, Södermanlands kompani.

## Geografi
Nykyrka socken ligger nordväst om Nyköping på näset mellan Hallbosjön och Långhalsen. Socknen är småkuperad kuperad med både odlingsmark och skogsmark.

## Fornlämningar

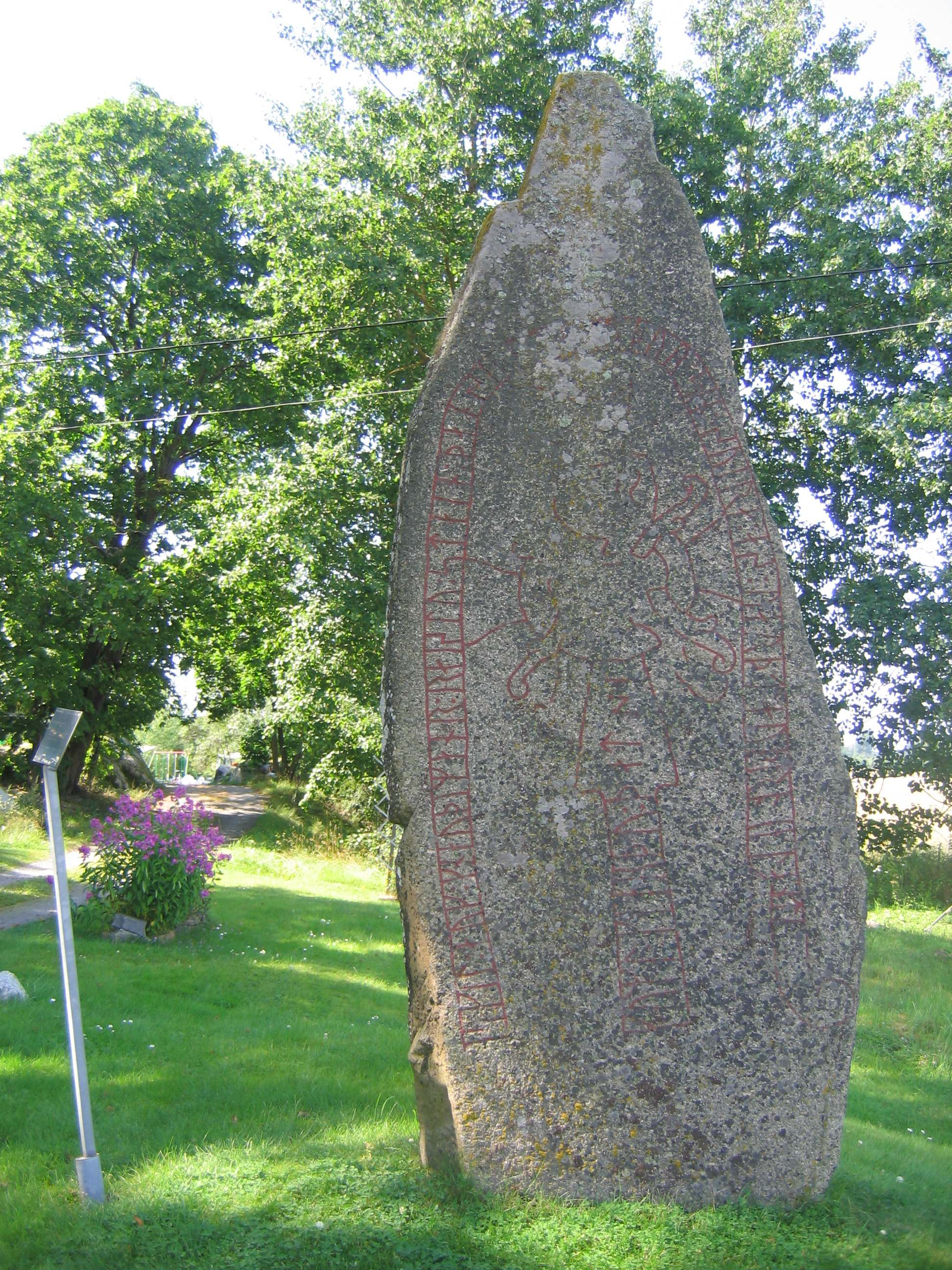
Runstenen Sö 46 från Hormesta.

Från bronsåldern finns gravrösen, stensättningar och skärvstenshögar. Från järnåldern finns gravfält. Två runristningar är kända.

## Namnet
Namnet (1362, Nyakyrkio) kommer från kyrkobyggnaden som enligt namnet var yngre än andra kyrkor i trakten.